# Bad Boll
Bad Boll település Németországban, azon belül Baden-Württembergben. Lakosainak száma 5270 fő (2023. december 31.).

## Népesség
A település népessége az elmúlt években az alábbi módon változott:
| Lakosok száma | 3942 | 5067 | 5163 | 5197 | 5257 | 5272 | 5270 |
|               | 1975 | 2014 | 2017 | 2019 | 2021 | 2022 | 2023 |